# Linan
Linan (лат.) — род мелких коротконадкрылых жуков из подсемейства ощупники (Pselaphinae, Staphylinidae). Юго-Восточная Азия. Около 15 видов. Назван по локотипу в восточном Китае: район Линьань (кит. упр. 临安, пиньинь Lín'ān, провинция Чжэцзян).

## Распространение
Встречается в Юго-Восточной Азии: один вид в Таиланде, все остальные в Китае.

## Описание
Мелкие красноватые или коричневатые коротконадкрылые жуки-ощупники, длина тела от 2 до 4 мм. Голова почти треугольной формы, совсем лишена лобных и теменных ямок или эти ямки развиты слабо, плохо заметны. Голова с нечеткими вершинной и лобной ямками; нижнечелюстные щупики с асимметричными сегментами III—IV, округло расширенными или с внешним выступом; переднеспинка с небольшими, но хорошо выраженными срединной и боковой переднебазальными ямками; голова, переднеспинка и ноги густо и грубо пунктированы; срединная метавентральная ямка имеется; метавентральные роговые отростки имеются у самца; надкрылья простые без килей.

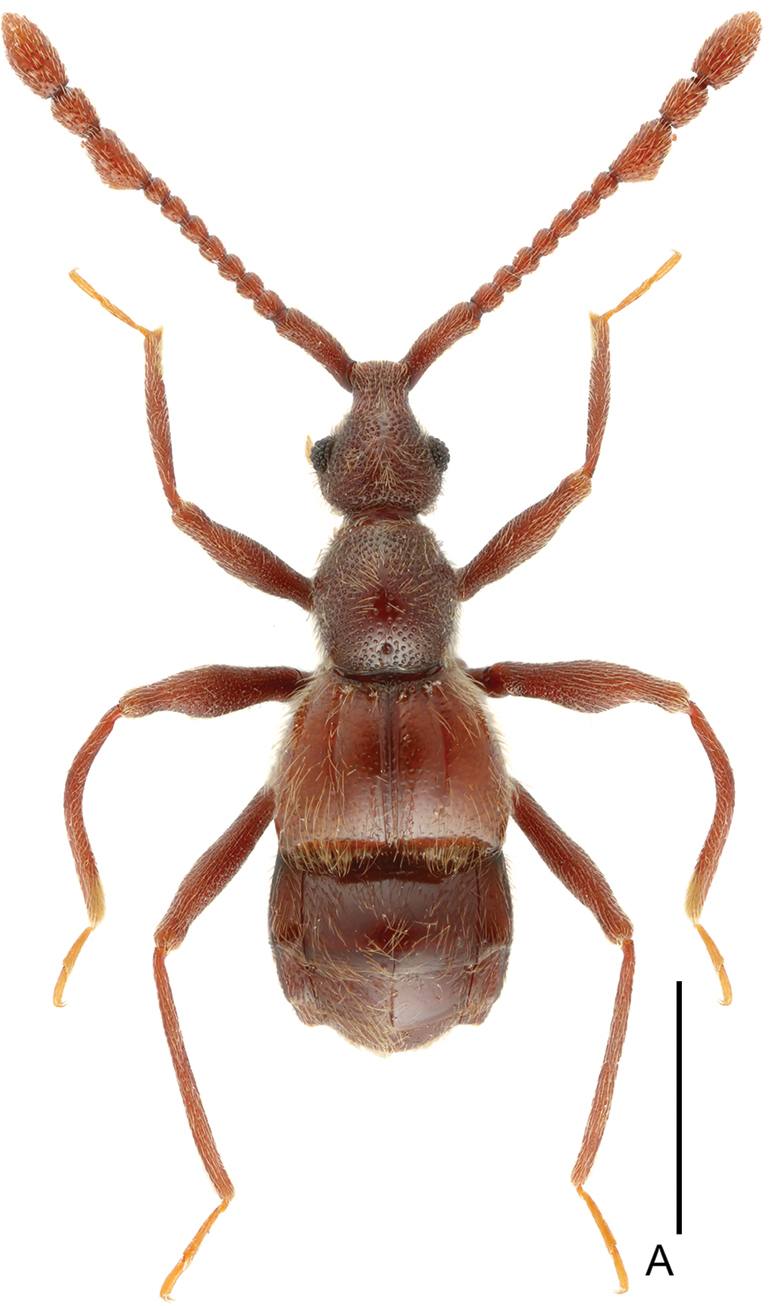
L. arcitibialis
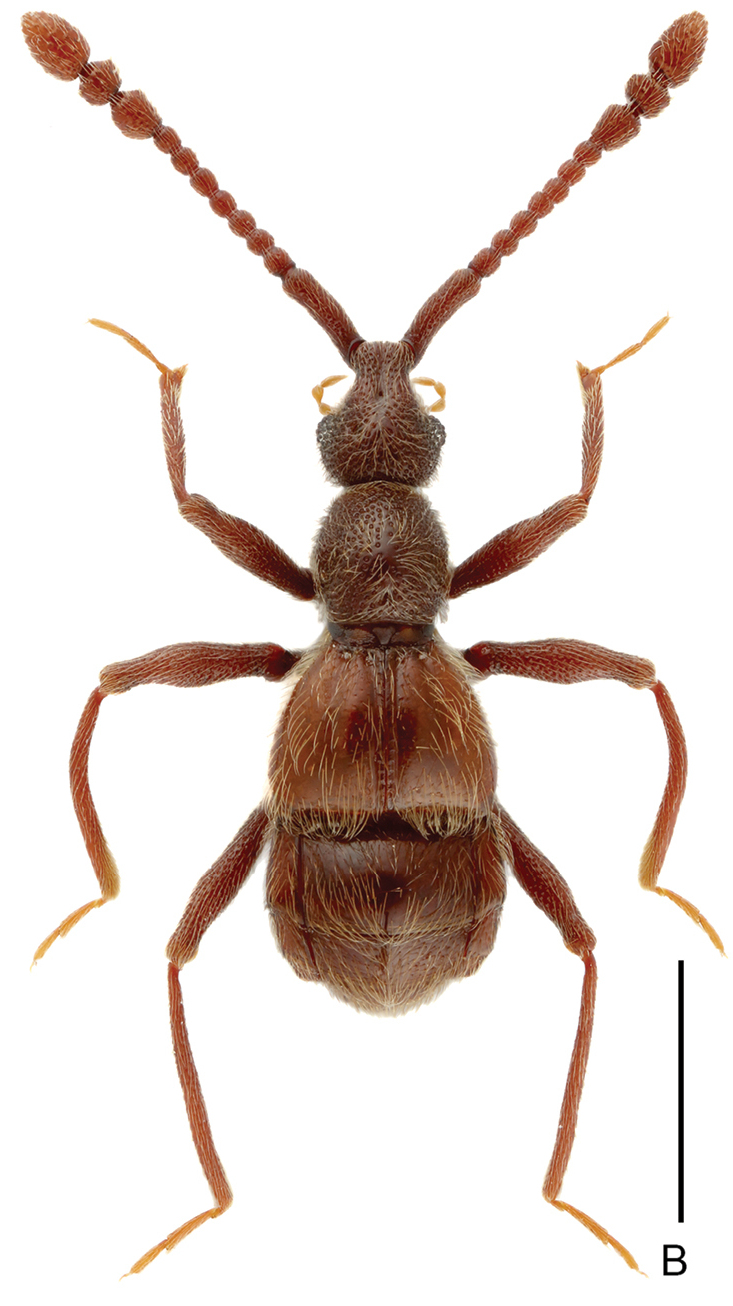
L. denticulatus
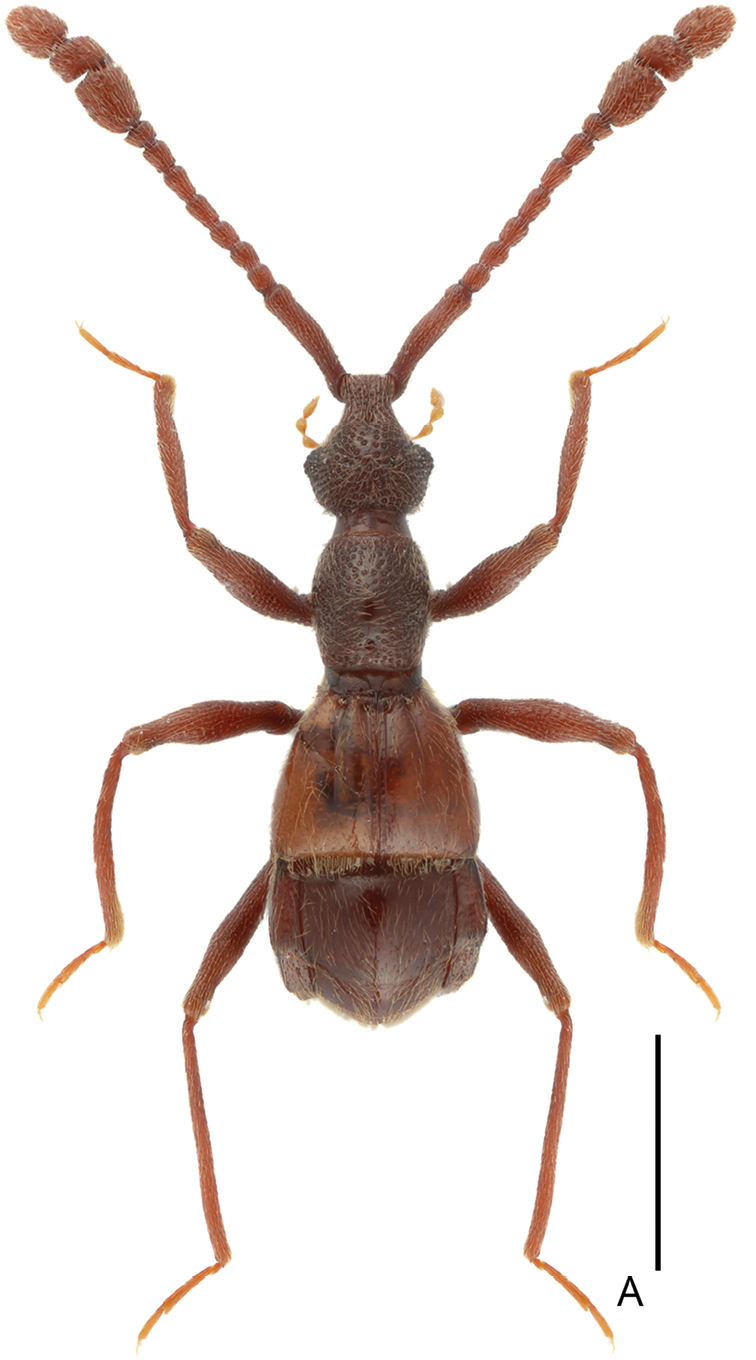
L. divaricatus
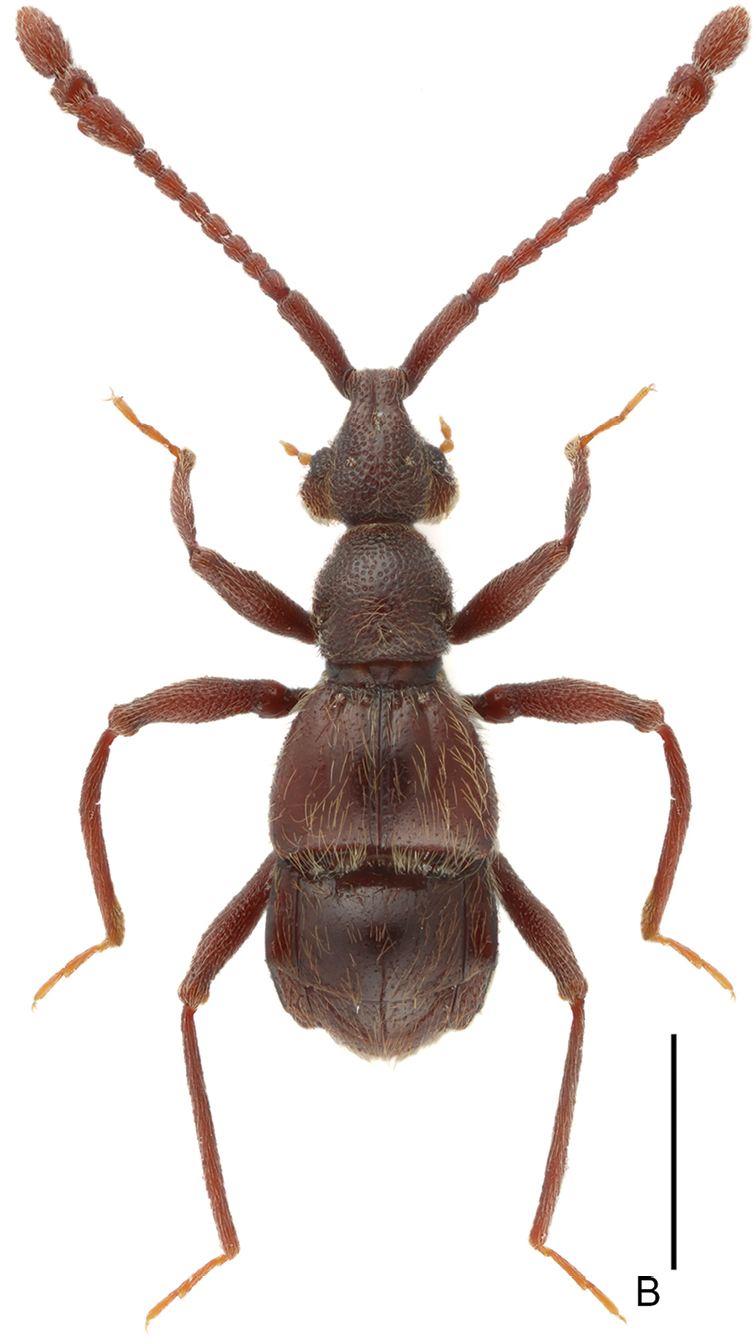
L. geneolatus
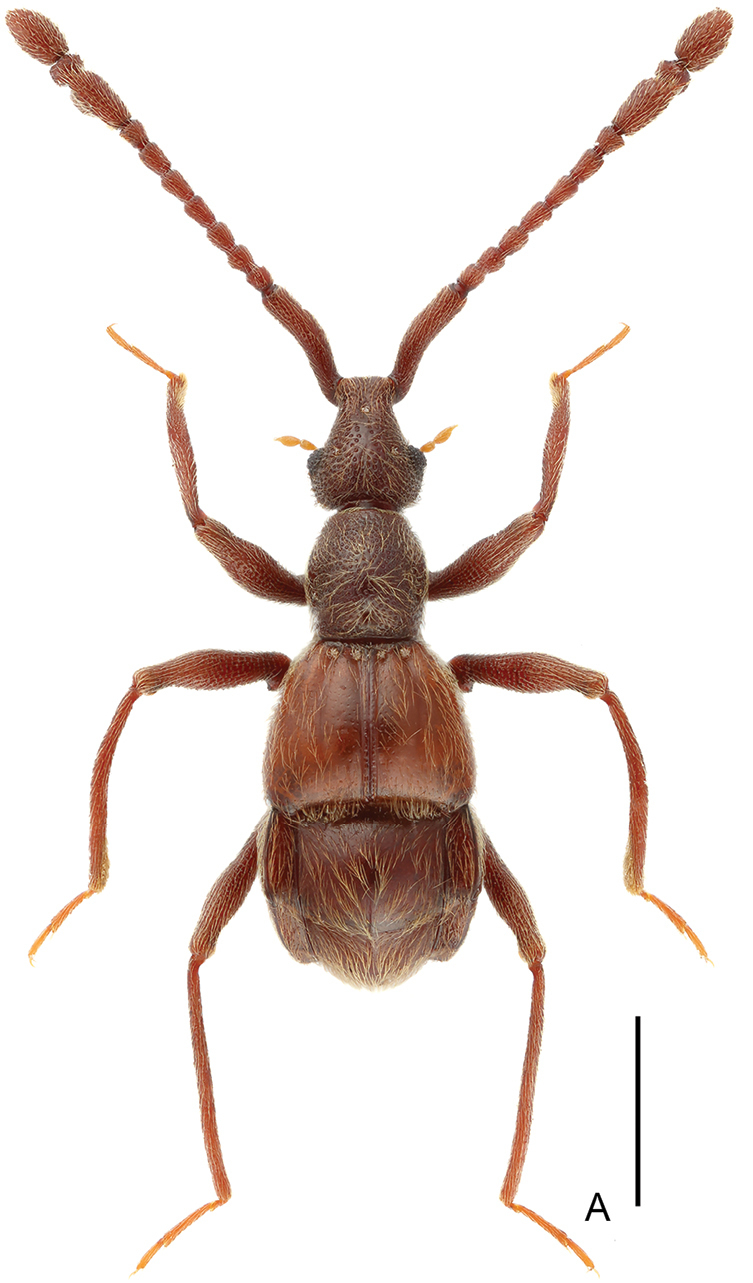
L. mangshanus
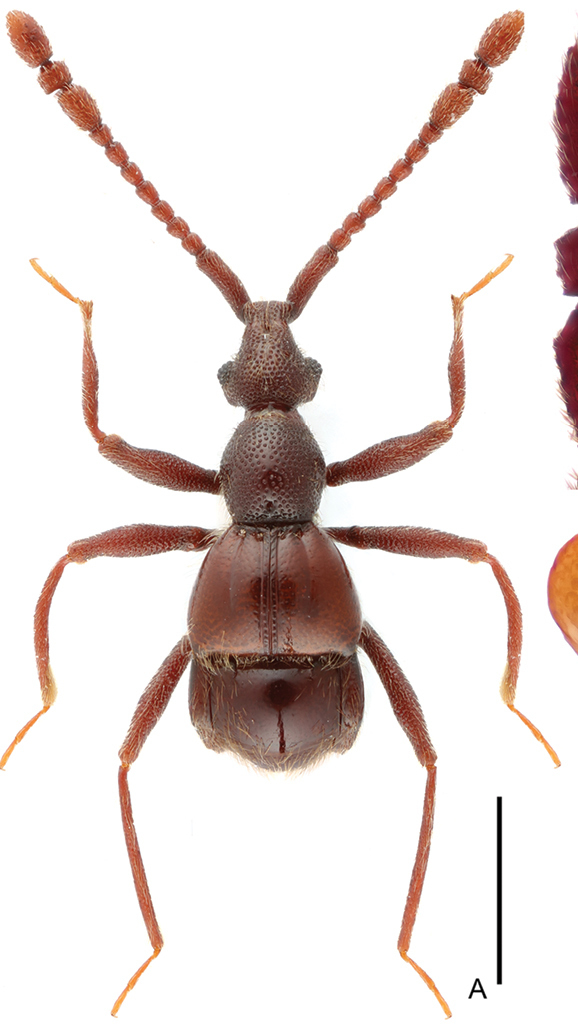
L. megalobus
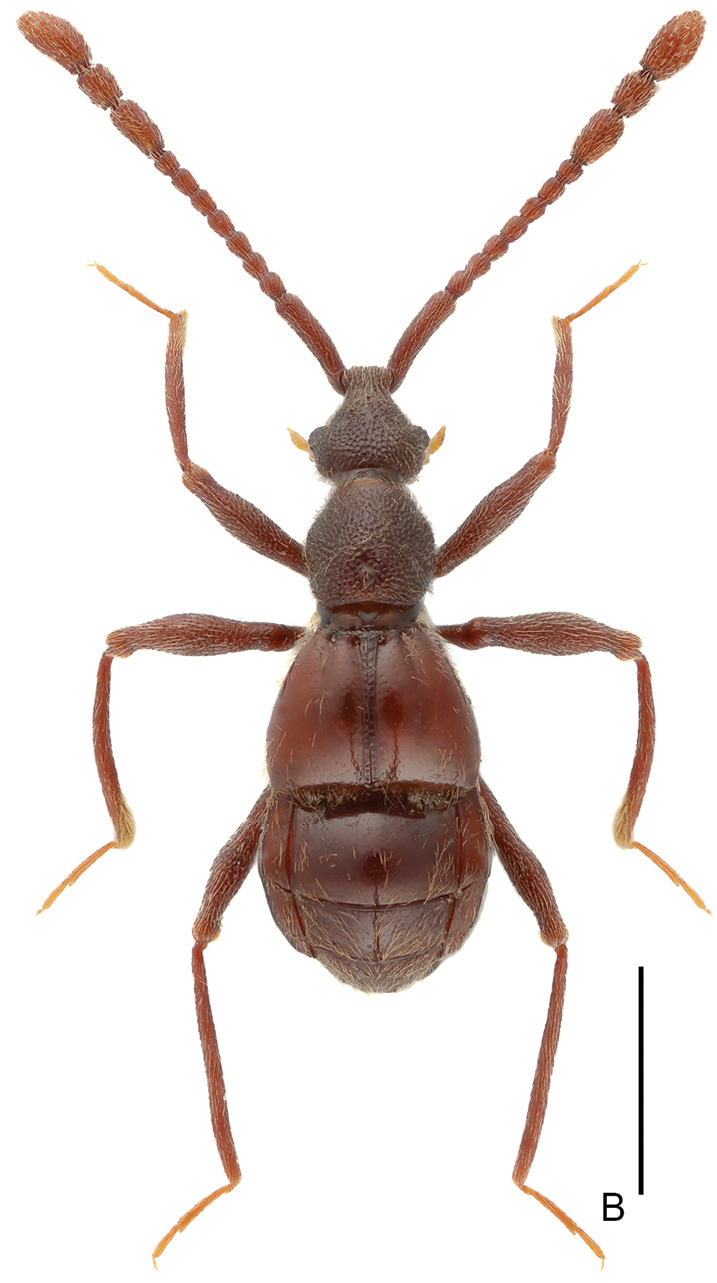
L. mulunensis

## Систематика
Род был впервые описан в 2003 году словацким энтомологом Петером Главачем для типового вида Lasinus chinensis Löbl, 1964. В подтрибе Tyrina из трибы Tyrini род Linan образует крупный родовой комплекс вместе с родственными родами Dayao, Indophodes, Labomimus, Lasinus, Nomuraius, Paralasinus, Pselaphodes и Taiwanophodes. Включает около 15 видов.
- Linan arcitibialis Zhang, Li et Yin, 2018[3]
- Linan cardialis Hlaváč, 2003[4]
- Linan chinensis (Löbl, 1964)[6]
- Linan denticulatus Zhang, Li et Yin, 2018[3]
- Linan divaricatus Zhang, Li et Yin, 2018[3]
- Linan geneolatus Zhang, Li et Yin, 2018[3]
- Linan hainanicus Hlaváč, 2003[4]
- Linan huapingensis Yin et Li, 2013[7]
- Linan hujiayaoi Yin et Li, 2013[7]
- Linan fortunatus Yin et Li, 2013[7]
- Linan inornatus Yin et Li, 2011[2]
- Linan mangshanus Zhang, Li et Yin, 2018[3]
- Linan megalobus Yin et Li, 2011[2]
- Linan mulunensis Zhang, Li et Yin, 2018[3]
- Linan qiniangmontis Zhao, Xu et Yin, 2019[1]
- Linan tendothorax Yin et Li, 2012[8]
- Linan uenoi Yin et Nomura, 2013[7]